# Kabinett Geiß II
Das Kabinett Geiß II bildete vom 2. April 1919 bis 4. August 1920 die Landesregierung von Baden.
In der Sitzung der verfassunggebenden Nationalversammlung der Republik Baden vom 2. April 1919 wurde ein Gesetz den Geschäftskreis der Ministerien betreffend verabschiedet und der Staatspräsident, dessen Stellvertreter, sowie die Minister und Staatsräte gewählt. Am 4. August 1920 änderte der Landtag das Gesetz den Geschäftskreis der Ministerien betreffend ab und löste das Ministerium für auswärtige Angelegenheiten auf. Reichs- und auswärtige Angelegenheiten sollten nun von einer Ministerialabteilung bearbeitet werden, die jeweils dem Ministerium zugewiesen wurde das der amtierende Staatspräsident verwaltete.
| Amt                               | Name | Partei          |
| --------------------------------- | --- | --------------- |
| Staatspräsident                   | Anton Geiß | SPD             |
| Auswärtiges (bis 24. August 1920) | Hermann Dietrich | DDP             |
| Inneres                           | Adam Remmele | SPD             |
| Justiz                            | Gustav Trunk auch stellvertretender Staatspräsident                                                                                             | Z               |
| Kultus und Unterricht             | Hermann Hummel | DDP             |
| Finanzen                          | Joseph Wirth bis 6. April 1920 Heinrich Köhler ab 15. April 1920                                                                                | Z Z             |
| Arbeit                            | Leopold Rückert | SPD             |
| Staatsräte                        | Ludwig Haas Ludwig Marum Josef Weißhaupt Heinrich Köhler bis 15. April 1920 Franz Josef Wittemann Wilhelm Engler Georg van Eyck ab 18. Mai 1920 | DDP SPD Z SPD Z |